# Krásny Brod
Krásny Brod (in tedesco Schönfurt, in ungherese Laborcrév, in ruteno Krasnyi Brid, in latino Pulchrum Vadum) è un comune della Slovacchia facente parte del distretto di Medzilaborce, nella regione di Prešov, situato sul fiume Laborec.
Fu menzionato per la prima volta in un documento storico nel 1557. All'epoca apparteneva alla Signoria di Humenné. Nel 1656 passò ai conti Szirmay.
Il suo nome in lingua slovacca significa "bel guado".